# 大半天寮
大半天寮，原寫為大半天藔，是臺灣嘉義縣梅山鄉的一個傳統地域名稱，位於該鄉中西部。相較於今日行政區，其範圍大致為半天村不含東端、東南部、西端及西南部。

## 歷史
台灣日治初期，大半天寮地區為一（舊制）街庄，稱為「大半天藔庄」，隸屬於打貓東頂堡。該庄北及東北與圳頭庄為鄰，東與大坪庄為鄰，南邊為大草埔庄，西邊為九芎坑庄。
1901年（日治明治三十四年）11月，全台設置二十廳，該庄隸屬於嘉義廳。1904年（明治三十七年）2月，該庄編入「梅仔坑區」，隸屬於嘉義廳。1909年（明治四十二年）10月，合併二十廳為十二廳，梅仔坑區仍隸屬於嘉義廳。1920年（大正九年），廢十二廳改設五州二廳，該庄改制並雅化為「大半天寮」大字，隸屬於臺南州嘉義郡小梅庄（新制街庄）。
戰後小梅庄改制為小梅鄉，隸屬於臺南縣，大字亦改制為村。1946年（民國35年）6月21日，小梅鄉改名梅山鄉。1950年（民國39年）10月，雲、嘉、南分治，梅山鄉改隸屬於嘉義縣。

## 聚落
本地區發展較早的聚落為大半天藔（又分成頂半天寮、下半天寮兩聚落），在日治期初期的官方地圖上已有記載。此外，本地區尚有二坪仔聚落。

## 交通
縣道162甲線是圳頭（實際起點在梅山）至太和的道路，全線皆在梅山鄉境內，經過本地區下半天寮、頂半天寮等聚落。由該道路（大方向）西行可前往梅山市區，並止於縣道149號轉角路口，東行可前往科子林地區，並止於太和聚落西邊的縣道169號路口。
鄉道嘉116線是九芎坑至半天村的道路。